# Pôles-nature de Charente-Maritime
Les pôles-nature de la Charente-Maritime sont un réseau de quatorze sites naturels et patrimoniaux répartis dans l'ensemble du département. Aménagés à partir de 1995 grâce à un partenariat entre le conseil général, des associations locales et des collectivités territoriales, ils sont également un label déposé par le conseil général à des fins de promotion touristique et de conservation de la nature. Ces différents sites ont en commun un intérêt écologique et/ou patrimonial, et mettent en valeur une faune et une flore spécifique, ou encore des métiers et des savoir-faire traditionnels.

## Description
Les quatorze pôles-nature du département sont :

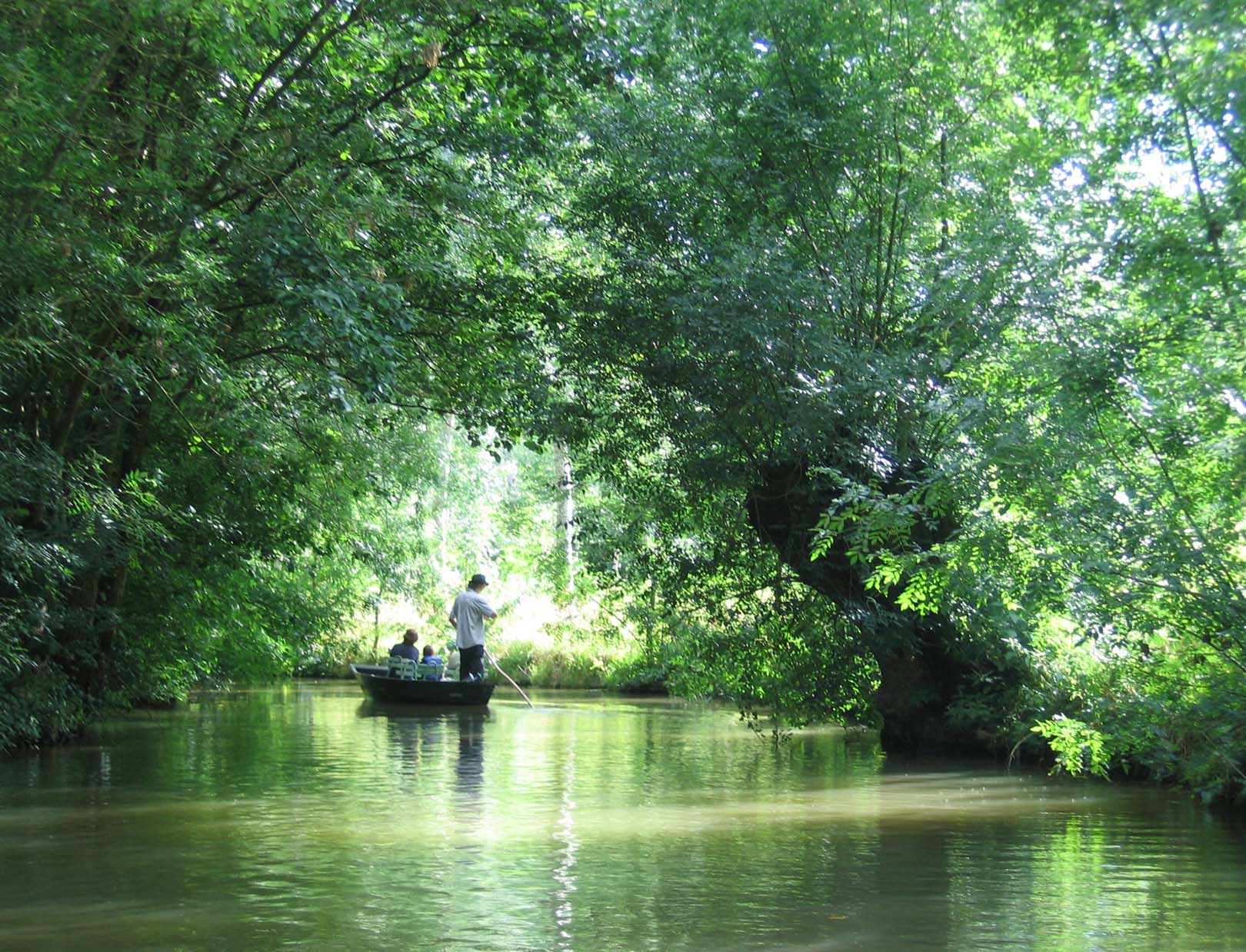
Le pôle-nature du marais poitevin met en valeur une partie du parc naturel régional du marais poitevin.

- Le pôle-nature de Vitrezay, qui met en valeur les paysages estuariens et la pêche traditionnelle.
- Le pôle-nature de la Pierre de Crazannes qui présente les techniques des tailleurs de pierre du temps jadis.
- Le pôle-nature de la Cabane de Moins, qui permet une immersion dans l'univers des marais de Rochefort.
- Le pôle-nature de l'asinerie du Baudet du Poitou, qui met en lumière les efforts pour préserver cette race d'âne.
- Le pôle-nature du Marais aux Oiseaux, un sanctuaire ornithologique situé dans les marais d'Oléron.
- Le pôle-nature du Port des salines, qui reconstitue les techniques des sauniers oléronais, une activité autrefois prépondérante sur l'île et devenue aujourd'hui confidentielle.
- La maison du Fier (associée à la réserve naturelle de Lilleau des Niges), un sanctuaire ornithologique.
- L'écomusée des Salines, qui explique les techniques de production du sel sur l'île de Ré.
- Le pôle-nature de la réserve naturelle de Moëze-Oléron, un sanctuaire ornithologique.
- Le pôle-nature de la Maison de la Forêt de Haute-Saintonge, qui permet de découvrir les forêts du sud du département et les métiers qui lui sont associés.
- Le pôle-nature de la Station de Lagunage, aux portes de Rochefort, présente une méthode de traitement des eaux écologique et est un sanctuaire ornithologique.
- Le pôle-nature de la réserve naturelle du Marais d'Yves, un des principaux sanctuaires ornithologiques de la région.
- Le Parc de l'Estuaire, à Saint-Georges-de-Didonne, qui permet une immersion dans l'univers de l'estuaire de la Gironde et des métiers qui lui sont associés.
- Le pôle-nature du Marais Poitevin (associé au parc naturel régional du marais poitevin), dit aussi « La Venise verte », un site naturel protégé.

Espace Nature situé à Rochefort est un centre d'information des Pôles-Nature.
La Ferme aux Oiseaux (commune de Geay) était un centre d'information des Pôles-Nature de Charente-Maritime et présentait la vie des oiseaux du département. Ce site est actuellement fermé.